# 斯蒂文·邁帕特蘭
斯蒂文·邁帕特蘭（英語：Stephen McPartland，1976年8月9日—）是一位英格蘭政治人物，他的黨籍是保守黨。自2010年開始，他擔任斯蒂文尼奇選區選出的英國下議院議員。他出生在利物浦。